# Bihovo
Bihovo (cyr. Бихово) – wieś w Bośni i Hercegowinie, w Republice Serbskiej, w mieście Trebinje. W 2013 roku liczyła 305 mieszkańców.